# Institut de préhistoire et d'archéologie Alpes Méditerranée
 (mai 2012).
L'Institut de Préhistoire et d'Archéologie Alpes Méditerranée (IPAAM) est la plus ancienne association niçoise essentiellement vouée à l'archéologie locale (Alpes-Maritimes et départements limitrophes), des Alpes, et du bassin méditerranéen.

## Historique
Fondé en 1926, l'Institut de Préhistoire et d'Archéologie Alpes Méditerranée couvre tous les aspects propres au patrimoine archéologique et historique : prospections, études, protection des sites, fouilles programmées, inventaires thématiques et diachroniques, publications (Mémoires de l'IPAAM).